# Sounds (revista)
O Sounds foi uma revista musical britânica, publicada semanalmente entre 10 de outubro de 1970 e 6 de abril de 1991. 
Era bastante conhecida por trazer posters no meio do jornal (inicialmente a preto e branco, mas depois dos fins de 1971 passou a ser a cores) e posteriormente por cobrir o Heavy Metal (especialmente  o New Wave of British Heavy Metal) e música Oi! nos fins da década de 1970 princípios da de 1980. O Sounds foi o primeiro jornal musical a cobrir o fenômeno Punk e nos finais dos anos 80 mantinha a reputação de descobrir os novos fenômenos musicais depois de John Robb ter coberto a "Onda de Manchester"
e Keith Cameron ter escrito antes de todos acerca dos Nirvana. O Sounds foi o primeiro jornal a colocar os Nirvana na capa. 
A revista de Heavy Metal, Kerrang!, foi uma criação do Sounds.